# Fernando Álvarez Bogaert
Fernando Álvarez Bogaert (Mao, Provincia de Valverde; 11 de enero de 1941) es un economista y político dominicano. Ha desempeñado varias funciones públicas en su país. Precandidato a la Presidencia de la República por el Partido Reformista Social Cristiano y candidato a la Vicepresidencia, bajo la boleta del Acuerdo de Santo Domingo, junto a José Francisco Peña Gómez, a quien le unía fuertes lazos familiares.

## Biografía
Nació en la Provincia de Valverde, Mao, el 11 de enero de 1941. Hijo del Dr. José de Jesús Álvarez Perelló, un médico dominicano opositor al Dictador Rafael Leónidas Trujillo  y de Carmen Augusta Bogaert (1912-1999), hacendada de la región norte, la hija menor de la dominicana Dolores de Jesús Román Grullón (1873-1962) oriunda de Santiago de los Caballeros y del inmigrante belga (y posteriormente nombrado Cónsul de Bélgica) Ing. Libert Louis Bogaert (1866-1935), oriundo de Saint-Josse-ten-Noode.
Obtuvo una licenciatura en economía agrícola en la Universidad de Purdue, Indiana, en donde se graduó con altos honores, que le posibilitaron la obtención de una beca para realizar estudio de Posgrado en la Universidad de Columbia. Entre sus profesores contó con las enseñanzas de Arthur Freiss y Milton Friedman.
Desde 1965 está casado con la señora Hortensia Méndez, con quien ha procreado cuatro hijas: Hortensia, María Eugenia, Patricia y Alexandra.

### Ancestros
|  |                                        |  |  |  |  |  |  |  |  |  |  |  |  |  |  |  |
|  | 8. Domingo María Álvarez del Rosario   |  |  |  |  |  |  |  |  |  |  |  |  |  |  |  |
|  |                                        |  |  |  |  |  |  |  |  |  |  |  |  |  |  |  |
|  |                                        |  |  |  |  |  |  |  |  |  |  |  |  |  |  |  |
|  | 4. José de Jesús Álvarez Pérez         |  |  |  |  |  |  |  |  |  |  |  |  |  |  |  |
|  |                                        |  |  |  |  |  |  |  |  |  |  |  |  |  |  |  |
|  |                                        |  |  |  |  |  |  |  |  |  |  |  |  |  |  |  |
|  | 18. Justo Pérez Fernández              |  |  |  |  |  |  |  |  |  |  |  |  |  |  |  |
|  |                                        |  |  |  |  |  |  |  |  |  |  |  |  |  |  |  |
|  |                                        |  |  |  |  |  |  |  |  |  |  |  |  |  |  |  |
|  | 9. María Eugenia Pérez de la Antigua   |  |  |  |  |  |  |  |  |  |  |  |  |  |  |  |
|  |                                        |  |  |  |  |  |  |  |  |  |  |  |  |  |  |  |
|  |                                        |  |  |  |  |  |  |  |  |  |  |  |  |  |  |  |
|  | 19. Juana de la Antigua de la Antigua  |  |  |  |  |  |  |  |  |  |  |  |  |  |  |  |
|  |                                        |  |  |  |  |  |  |  |  |  |  |  |  |  |  |  |
|  |                                        |  |  |  |  |  |  |  |  |  |  |  |  |  |  |  |
|  | 2. José de Jesús Álvarez Perelló       |  |  |  |  |  |  |  |  |  |  |  |  |  |  |  |
|  |                                        |  |  |  |  |  |  |  |  |  |  |  |  |  |  |  |
|  |                                        |  |  |  |  |  |  |  |  |  |  |  |  |  |  |  |
|  | 20. Gregorio Perelló Hernández         |  |  |  |  |  |  |  |  |  |  |  |  |  |  |  |
|  |                                        |  |  |  |  |  |  |  |  |  |  |  |  |  |  |  |
|  |                                        |  |  |  |  |  |  |  |  |  |  |  |  |  |  |  |
|  | 10. Lorenzo Justiniano Perelló Andújar |  |  |  |  |  |  |  |  |  |  |  |  |  |  |  |
|  |                                        |  |  |  |  |  |  |  |  |  |  |  |  |  |  |  |
|  |                                        |  |  |  |  |  |  |  |  |  |  |  |  |  |  |  |
|  | 21. Antera Josefa Andújar de Soto      |  |  |  |  |  |  |  |  |  |  |  |  |  |  |  |
|  |                                        |  |  |  |  |  |  |  |  |  |  |  |  |  |  |  |
|  |                                        |  |  |  |  |  |  |  |  |  |  |  |  |  |  |  |
|  | 5. Mauricia Perelló Rochet             |  |  |  |  |  |  |  |  |  |  |  |  |  |  |  |
|  |                                        |  |  |  |  |  |  |  |  |  |  |  |  |  |  |  |
|  |                                        |  |  |  |  |  |  |  |  |  |  |  |  |  |  |  |
|  | 22. Cristophe Rochette Sellier         |  |  |  |  |  |  |  |  |  |  |  |  |  |  |  |
|  |                                        |  |  |  |  |  |  |  |  |  |  |  |  |  |  |  |
|  |                                        |  |  |  |  |  |  |  |  |  |  |  |  |  |  |  |
|  | 11. Cipriana Justina Rochet Gómez      |  |  |  |  |  |  |  |  |  |  |  |  |  |  |  |
|  |                                        |  |  |  |  |  |  |  |  |  |  |  |  |  |  |  |
|  |                                        |  |  |  |  |  |  |  |  |  |  |  |  |  |  |  |
|  | 23. Mauricia Gómez Pérez               |  |  |  |  |  |  |  |  |  |  |  |  |  |  |  |
|  |                                        |  |  |  |  |  |  |  |  |  |  |  |  |  |  |  |
|  |                                        |  |  |  |  |  |  |  |  |  |  |  |  |  |  |  |
|  | 1. Fernando Álvarez Bogaert            |  |  |  |  |  |  |  |  |  |  |  |  |  |  |  |
|  |                                        |  |  |  |  |  |  |  |  |  |  |  |  |  |  |  |
|  |                                        |  |  |  |  |  |  |  |  |  |  |  |  |  |  |  |
|  | 6. Libert Louis Bogaert                |  |  |  |  |  |  |  |  |  |  |  |  |  |  |  |
|  |                                        |  |  |  |  |  |  |  |  |  |  |  |  |  |  |  |
|  |                                        |  |  |  |  |  |  |  |  |  |  |  |  |  |  |  |
|  | 3. Carmen Augusta Bogaert Román        |  |  |  |  |  |  |  |  |  |  |  |  |  |  |  |
|  |                                        |  |  |  |  |  |  |  |  |  |  |  |  |  |  |  |
|  |                                        |  |  |  |  |  |  |  |  |  |  |  |  |  |  |  |
|  | 28. Manuel Aquilino Román Leguizamón   |  |  |  |  |  |  |  |  |  |  |  |  |  |  |  |
|  |                                        |  |  |  |  |  |  |  |  |  |  |  |  |  |  |  |
|  |                                        |  |  |  |  |  |  |  |  |  |  |  |  |  |  |  |
|  | 14. Miguel Alejo Román Franco          |  |  |  |  |  |  |  |  |  |  |  |  |  |  |  |
|  |                                        |  |  |  |  |  |  |  |  |  |  |  |  |  |  |  |
|  |                                        |  |  |  |  |  |  |  |  |  |  |  |  |  |  |  |
|  | 29. Teresa Franco Quiñones             |  |  |  |  |  |  |  |  |  |  |  |  |  |  |  |
|  |                                        |  |  |  |  |  |  |  |  |  |  |  |  |  |  |  |
|  |                                        |  |  |  |  |  |  |  |  |  |  |  |  |  |  |  |
|  | 7. Dolores de Jesús Román Grullón      |  |  |  |  |  |  |  |  |  |  |  |  |  |  |  |
|  |                                        |  |  |  |  |  |  |  |  |  |  |  |  |  |  |  |
|  |                                        |  |  |  |  |  |  |  |  |  |  |  |  |  |  |  |
|  | 30. Juan Grullón Grullón               |  |  |  |  |  |  |  |  |  |  |  |  |  |  |  |
|  |                                        |  |  |  |  |  |  |  |  |  |  |  |  |  |  |  |
|  |                                        |  |  |  |  |  |  |  |  |  |  |  |  |  |  |  |
|  | 15. Eugenia Ramona Grullón Guzmán      |  |  |  |  |  |  |  |  |  |  |  |  |  |  |  |
|  |                                        |  |  |  |  |  |  |  |  |  |  |  |  |  |  |  |
|  |                                        |  |  |  |  |  |  |  |  |  |  |  |  |  |  |  |
|  | 31. María Ignacia Guzmán Rodríguez     |  |  |  |  |  |  |  |  |  |  |  |  |  |  |  |
|  |                                        |  |  |  |  |  |  |  |  |  |  |  |  |  |  |  |
|  |                                        |  |  |  |  |  |  |  |  |  |  |  |  |  |  |  |

## Vida pública y política
A mediados de 1965 retorna a su país e ingresa a trabajar en el Instituto Superior de Agricultura en la ciudad de Santiago, al mismo tiempo, participa en la actividad política al lado del Doctor Joaquín Balaguer, quien resulta elegido Presidente de la República.
Durante el periodo del 1966 al 1970, con apenas 25 años, ocupa el cargo de Secretario de Estado de Agricultura, concentrando su gestión en reponer el sistema productivo nacional, el cual, debido a los conflictos políticos que sacudieron al país posterior al ajusticiamiento de Trujillo en 1961 y derrocamiento de su tiranía, pasó a depender de productos agrícolas importados. Durante esos cuatro años no hubo una sola importación de rubros agrícolas, sólo el trigo que no se produce en el país. Procedió por igual a enviar a más de 200 jóvenes a realizar estudios agrícolas a la Universidad Texas A & M y a la Escuela Agrícola Panamericana, Zamorano, formando así la base técnica que demandaría el país en los próximos años.
Desde el año 1970 hasta mediados del 1975, se desempeñó como Director del Consejo Estatal del Azúcar, (CEA), en donde logró aumentar la producción anual del azúcar de 650,000 a 933,000 toneladas métricas, sin tener que acudir a ningún tipo de endeudamiento.
A mediados del 1975, es designado Secretario de Estado de Finanzas y Presidente de la Junta Monetaria hasta el 1976, desde donde pasó a ser embajador en España y Venezuela hasta el año de 1978.
Al ausentarse del país el Doctor Joaquín Balaguer en el año de 1978, asumió desde ese año al 1980, el liderazgo del Partido Reformista. Para las elecciones de 1982 es electo candidato a la vicepresidencia de la república junto al Dr. Balaguer.
En el año de 1986 anuncia que buscará la presidencia del país a través del Partido Reformista, sin embargo el Doctor Balaguer logró imponerse como candidato sin someter a elección de los partidarios esa candidatura, haciendo lo mismo en 1990 y 1994.
Durante el período electoral,que se aproximaba para el año 1994, Fernando Alarez Bogaert pretende convertirse en candidato presidencial  por el Partido Reformista Social Cristiano PRSC, organización que seguía siendo manejada como feudo personal del entonces presidente de la República Dominicana Dr. Joaquín Balaguer Ricardo. Pero sus  planes de convertirse en el candidato presidencial, fueron nuevamente frustrados por la dirigencia del PRSC hallándose forzado a salir del Partido, tras lo cual, da comienzo a un proyecto de partido que lo llevara como candidato presidencial. A resultas de la propuesta de dicho proyecto, Fernando Álvarez, logra arrastrar tras sí el ala liberal del PRSC, pero su proyecto, tomó un nuevo curso, cuando el minúsculo partido de la Unidad Democrática, que había participado unido el Partido Revolucionario Dominicano en las elecciones anteriores, le ofrece la candidatura presidencial por esa agrupación. Fernando Álvarez B. acepta la propuesta de la UD y es a través de la alianza UD-PRD como llega a ser candidato vicepresidencial del Acuerdo de Santo Domingo ASD, tras ser invitado por José Francisco Peña Gómez a que lo acompañara en la boleta electoral del ASD.
Las elecciones del 1994 terminaron en una crisis política sin precedentes debido a la total falta de transparencia del proceso electoral, como consecuencia el periodo se redujo a dos años.
En el año de 1998 es electo con un 60 % del electorado, senador por su provincia natal, Mao, representando el Acuerdo de Santo Domingo (ASD) y al Partido Revolucionario Dominicano, presidiendo la Comisión Presupuestaria y la Comisión Económica.
En el año 2000 es seleccionado por el presidente Hipólito Mejía, para asumir el cargo nuevamente de Secretario de Estado de Finanzas, renunciado a la misma en marzo del año 2002, por diferencia con varios miembros del equipo económico de esa administración al rechazar la política de endeudamiento a corto plazo en dólares planteada y el rechazo de tener un presupuesto balanceado.

## Vida académica y producción bibliográfica.
A partir del año 2002 se dedica por tiempo completo a la investigación académica y social, tanto la mundial como la nacional, mediante la publicación de libros, ensayos, artículos y conferencia que recogen estos tópicos.
Ha sido investido como Profesor Honorario de la Facultad de Ciencias Economías y Sociales de la Universidad Autónoma de Santo Domingo y profesor Honoris Causa por la Universidad Tecnológica de Santiago.
Bibliografía:
Ensayos publicados en extenso por el periódico Hoy y el periódico La Información de Santiago

2001
•	El entorno económico internacional y la coyuntura económica dominicana: retos y oportunidades. Discurso pronunciado ante la Cámara Americana de Comercio. Santo Domingo, 12 de diciembre de 2001. 
2002
•	Un desafío diferente: crear una nación de combatientes. Conferencia auspiciada por la Universidad Católica Madre y Maestra y la Asociación para el Desarrollo de Santiago, 30 de enero de 2002.  
•	El rol de la economía de los Estados Unidos en el crecimiento global, 18 de noviembre de 2002.
•	La economía de Europa y sus perspectivas para el 2003, 2 de diciembre de 2002.
•	China: potencia emergente en la política de precios mundiales, 23 de diciembre de 2002.
2003
•	La poderosa economía americana: entre un crecimiento económico moderado en el 2003 y la incertidumbre causada por una posible guerra con Irak, 13 de enero de 2003. 
•	La economía alemana y japonesa en el 2003: dos gigantes con serios problemas estructurales, 23 de enero de 2003.
•	La cambiante economía mundial en el 2003 y su impacto en la América Latina y la República Dominicana. Conferencia dictada en la Universidad Autónoma de Santo Domingo, 19 de febrero de 2003.
•	Cualquier desafío, que enfrente nuestra patria no importa cuán grande sea, será pequeño. Palabras expresadas, en un acto en que la común de Mao lo declaró “hijo meritorio”, reconociendo sus vivencias y sus percepciones como hombre público por cerca de cuatro décadas, 23 de noviembre de 2003.  
2004
•	Para mi Patria y por mi Patria, 11 de febrero de 2004.
•	Un desafío sin precedentes, 27 de febrero de 2004.
2005
•	Un complejo desafío, 28 de septiembre de 2005.
•	La economía mundial: desequilibrios externos, el efecto petróleo y contradicciones, 11, 12 y 13 de octubre de 2005.
•	China: con la fuerza de un tsunami, 2 de noviembre de 2005. 
•	Hacia la transformación necesaria. Conferencia presentada en un acto del Instituto Politécnico del Noroeste (INPONOR) en la ciudad de Mao, provincia Valverde, 3 de diciembre de 2005.
2006
•	El dilema haitiano: un desafío impostergable, 16 de enero de 2006.
•	La Patria amada: libertad, orden, seguridad ciudadana y los valores morales, 8 de febrero de 2006.
•	Mañana la libertad: la violencia y la seguridad ciudadana en la República Dominicana, un impostergable desafío, 14 de agosto de 2006.
•	Reforma tributaria: es mucho más profunda de lo que se cree. Una visión filosófica conceptual del tema tributario y presupuestal, 17 de noviembre de 2006.
•	Milton Friedman: un gigante del siglo XX, 1 de diciembre de 2006.
•	En defensa de la competitividad y de la equidad social, 21 de diciembre de 2006.

2007
•	El supremo deber: una llamada a la conciencia de los intelectuales y académicos dominicanos, 23 de enero de 2007.
•	En busca de la verdad no descubierta: el caso de la migración haitiana hacia la República Dominicana, 16 de d abril, 2007.
•	Producción de etanol de maíz: consecuencias en los precios de la comida de los dominicanos, 28 de mayo de 2007.
•	La tercera revolución financiera: su primera crisis y sus posibles efectos en nuestra nación, 16 de septiembre de 2007.
•	El dramático cambio estructural en la industria petrolera, 25 de octubre de 2007. 
2008
•	¿Es el precio de la comida importada una “burbuja”?, 2 de abril de 2008.  
•	La crisis petrolera mundial demanda la unión de los dominicanos, 30 de abril de 2008.
•	Dos semanas que sacudieron el capitalismo norteamericano y que afectarán sensiblemente el desempeño de la economía mundial en el próximo año y medio, 4 de octubre de 2008.
•	Carta al liderazgo nacional. En lo que todos debemos coincidir: ¡actuar ahora, actuar sin demora!, 20 de noviembre de 2008.
•	El tiempo apremia, 11 de diciembre de 2008.
2009
•	El deterioro de la economía internacional en el 2009: un reto histórico para la República Dominicana, 28 de enero de 2009.
•	Construyendo el futuro. Discurso pronunciado al ser investido con el título de Profesor Honorario por la Universidad Autónoma de Santo Domingo (UASD). Publicado en extenso en clave digital.
2010
•	Un día especial en mi vida. Discurso de aceptación de título doctor honoris causa de la Universidad Tecnológica de Santiago (UTESA), 2 de octubre de 2010.
2014
•	¡Persigue el pensamiento creativo y el análisis crítico y tuyo será el mundo, hijo mío!, julio de 2014.
•	El imperio de los algoritmos y el internet de las cosas, agosto de 2014.

Artículos escritos para la página editorial en la página editorial del Periódico Hoy

2009
•	El presidente Obama en la encrucijada, 13 de noviembre de 2009.	 
•	En el vórtice de la crisis económica española, 19 de noviembre de 2009. 	
•	Hacia un mundo multipolar, 23 de noviembre de 2009.         	                        
•	La extrema arrogancia de los plutócratas financistas norteamericanos, 28 de noviembre de 2009.
•	Las consecuencias políticas y económicas de la guerra de Afganistán, 14 de diciembre de 2009.
•	¿Por qué los grandes economistas no advirtieron la crisis?, 17 de diciembre de 2009.   	
2010
•	El extraordinario desafío del presidente Obama: ejecutar su agenda original, 29 de enero de 2010.			                      
•	Un país de combatientes, 12 de febrero de 2010.  	          
•	El peligroso ascenso del populismo de derecha norteamericana, 26 de febrero de 2010.
•	¿Qué está pasando en la eurozona?, 15 de marzo de 2010.		          
•	España: en medio de turbulencias económicas, 8 de junio de 2010.	          
•	Brasil: del tercer al primer mundo en 16 años, 16 de junio de 2010.
•	Asia emergente al rescate de la economía mundial, 30 de junio de 2010. 
•	¡Oh!, Canadá, 10 de julio de 2010. 
•	Cuatro crisis simultáneas, 24 de julio de 2010.	
•	La incertidumbre es la única certidumbre, 21 de agosto de 2010.	        
•	Japón: víctima del inmovilismo político y económico, 24 de septiembre de 2010.
•	Hacia la parálisis del sistema político norteamericano, 13 de octubre de 2010.
•	Pensando lo impensable, 8 de diciembre de 2010.
2011
•	Fundemos el porvenir en el 2011, 5 de enero de 2011.
•	Crisis petrolera y alimentaria: un desafío sin precedentes, 10 de abril de 2011.  
•	El congreso norteamericano: rehén de una derecha dogmática, 12 de agosto de 2011.  	
•	Tengo un temor difuso, 17 de agosto de 2011. 	
•	El euro: en el vórtice del volcán, 25 de agosto de 2011. 
•	El mayor escollo norteamericano: la creciente desigualdad económica, 9 de septiembre de 2011.
•	Rearmando el rompecabezas económico mundial, 14 de septiembre de 2011. 
•	2011: el año de los indignados, 6 de octubre de 2011.
•	El peligroso estancamiento de la economía norteamericana, 18 de octubre de 2011.
•	Urge una acción rápida o vamos hacia una gran recesión, 2 de noviembre de 2011.  
•	La dimensión fiscal del serio problema económico de RD, 20 de noviembre de 2011.
2012
•	El principal escollo económico: enfrentar el enorme déficit fiscal, 21 de junio de 2012.
•	Déficit fiscal sobrepasaría los RD$115 mil millones, 4 de julio de 2012
•	Todos somos cómplices en la construcción de un modelo económico y social inviable, 24 de julio de 2012.
•	Los efectos destructivos de la cultura de la urgencia en nuestro país, 1 de agosto de 2012.
•	La situación fiscal al umbral del nuevo gobierno, 9 de agosto de 2012.
•	Tiempos que requieren audacia, frugalidad, coraje y determinación, 24 de agosto de 2012.
•	Liderazgo en tiempo de crisis económica y moral, 18 de septiembre de 2012.
•	Tenemos que despertar un gigante dormido, 2 de octubre de 2012.
•	Enfrentemos nuestros dragones, 16 de octubre de 2012.
•	Necesidad imperiosa de un cambio de modelo, 30 de octubre de 2012.
•	La extrema fragilidad del sistema alimentario mundial, 6 de noviembre de 2012.
•	Gerenciar la incertidumbre, 13 de noviembre de 2012.
•	Efecto devastador sobre sectores productivos de un modelo económico insostenible, 14 de noviembre de 2012.
•	La lenta agonía de España, 20 de noviembre de 2012.
•	¿Quién eres tú? 27 de noviembre de 2012.
•	Sueño en mis sueños, 4 de diciembre de 2012.
•	El único sendero, 11 de diciembre de 2012.
•	En la cúspide de la revolución del petróleo y el gas no convencional, 18 de diciembre de 2012.
2013
•	La economía americana: rehén de una minoría extremista y obstruccionista, 8 de enero de 2013.    
•	Una poderosa historia de amor colectivo, 22 de enero de 2013.
•	El peregrinaje largo, arduo y poco reconocido de Barack Hussein Obama, 29 de enero y 5 de febrero de 2013. 
•	El oro, 12 de febrero de 2013.
•	Un profesor, una computadora, millones de estudiantes, 19 de febrero de 2013
•	Un imperativo nacional: hacer una revolución agropecuaria, 26 de febrero de 2013.
•	De la primavera al invierno árabe: implicaciones en el país, 5 de marzo de 2013.
•	Del superpoder energético de EU, del fallecimiento de Chávez, de la economía dominicana, 12 de marzo de 2013.  
•	 El resurgimiento de México y sus lecciones al país, 2 de abril de 2013. 
•	¿Será asiático el siglo XXI?, 9 de abril de 2013.
•	China y República Dominicana. El motor del crecimiento asiático, 16 de abril de 2013.
•	Los que salvaron la economía del colapso, 30 de abril de 2013.
•	El PBI: medida insuficiente para determinar el progreso de una nación, 14 de mayo de 2013.
•	EU: entre la polarización política y cambios estructurales, 4 de junio de 2013.    
•	USA: entre la polarización política y cambios estructurales, 11 de junio de 2013.
•	La revolución digital: el futuro ya llegó, 9 de julio de 2013.
•	El gran secreto de la educación alemana, 30 de julio de 2013.
•	Las raíces de una crisis, 6 de octubre de 2013.
•	Jugando a la ruleta rusa, 19 de octubre de 2013.
•	En el pico de la ola, 30 de octubre de 2013.
2014
•	Darwinismo digital: tsunami tecnológico, 29 de enero de 2014.
•	Darwinismo digital: crecimiento extravagante en la generación de datos, 5 de febrero de 2014. 
•	Factores que han hecho posible el crecimiento de la demanda de datos, 12 de febrero de 2014.
•	Acontecimientos que erosionan las teorías económicas y gerenciales, 19 de febrero de 2014.
•	Destrucción creativa y rápida erosión de la barrera de entrada, 26 de febrero de 2014.
•	En la cúspide de la ola, 12 de marzo de 2014.
•	¡Dueño de su destino, capitán de su alma!, 19 de marzo de 2014.
•	El código de la vida, 16 y 23 de abril de 2014.
•	La revolución más feroz de la humanidad: el desbordamiento de las redes sociales, 30 de abril de 2014.
•	El desbordamiento de las redes sociales, 7 y 14 de mayo de 2014.
•	La revolución digital y la educación formal, 21, 28 mayo y 4 de junio de 2014.
•	La partida de un visionario, 11 de junio de 2014
•	Un destino luminoso (3 entregas), 18, 25 de junio y 2 de julio de 2014.
•	El imperio de los algoritmos y el internet de las cosas, 6, 13 y 20 de agosto de 2014.
•	¿Mide realmente el PIB el progreso de una nación?, 27 de agosto y 3 de septiembre de 2014.
•	Los tiempos demandan un mejor currículum de economía, 10 y 17 de septiembre de 2014.
•	Matemáticas: la base del progreso, 24 de septiembre de 2014.
•	Matemáticas: ¡el nuevo reto! 1 de octubre de 2014.
•	Nuestro cerebro: el conflicto de dos sistemas, 8 de octubre de 2014.
•	Nuestro cerebro: el surgimiento de la economía conductual, 15 de octubre de 2014.
•	ASEAN: un modelo económico a seguir, 22 y 29 de octubre de 2014.
•	¿Qué está ocurriendo con el mercado del petróleo?, 5 de noviembre de 2014.
•	¿Qué está pasando con el petróleo?, 12 de noviembre de 2014
•	Un nuevo reto: la mente organizada, 19, 26 de noviembre y 3 de diciembre de 2014.
•	La nueva crisis europea, 10 y 17 de diciembre de 2014.
2015
•	Carácter en un año de incertidumbres internacionales, 7 y 14 de enero de 2015.
•	Desigualdad: una brecha social disimulada, 21 y 28 de enero de 2015.
•	2015: emerge un nuevo orden económico mundial, 4, 11, 18 de febrero, 11, 18 y 25 de marzo de 2015. 
•	El discurso de un titán, 25 de febrero y 4 de marzo de 2015.
•	Se apaga una estrella: Lee Kuan Yew, 1 de abril de 2015.
•	Tecnología cognitiva: un apretón de manos entre la tecnología y la inteligencia humana, 8 y 15 de abril de 2015.
•	2015: emerge un nuevo orden económico mundial, 22 de abril de 2015. 
•	El aprendizaje continuo: un desafío de la revolución tecnológica, 29 de abril de 2015. 
•	Al fin es costeable: la energía solar en el mundo, 6 de mayo de 2015.
•	Déjate pulir como un diamante, 13 y 20 de mayo de 2015.
•	2015: gestionado lo impredecible, 27 de mayo de 2015.
•	La ley que cambió al mundo, 10 de junio de 2015.
•	La polarización política más grande de la historia, 17 de junio de 2015.
•	El universo digital sin límites, 24 de junio y 1 de julio de 2015.
•	La tragedia griega, 8 y 15 de julio de 2015.
•	Predeciblemente irracional, 22 de julio de 2015.
•	Un nuevo reto: desfase entre educación y empleo, 29 de julio de 2015.
•	El Estado Islámico: raíces y consecuencias, 5, 12 y 19 de agosto de 2015.
•	La innovación: fuente de la revolución tecnológica, 26 de agosto y 2 de septiembre de 2015.
•	El dramático desafío de Puerto Rico, 9 de septiembre de 2015.
•	En búsqueda del balance perdido, 16 y 23 de septiembre de 2015.
•	El milagro de Tigray, 30 de septiembre de 2015. 
•	Tras las huellas de Pedro, 7 y 14 de octubre de 2015. 
•	El precio de la indiferencia, 21 y 28 de octubre de 2015.
•	Redes sociales: entre luces y sombra, 4, 11 y 18 de noviembre de 2015.
•	Frente a un extraordinario dilema, 25 de noviembre de 2015.
•	La clave del éxito: una estrategia adecuada, 2 y 9 de diciembre de 2015.
•	¿Tenemos privacidad? 16 de diciembre de 2015.
•	El empoderamiento: columna vertebral del progreso económico, social y espiritual de una nación, 23 de diciembre de 2015.
•	Autoestima, parte fundamental del empoderamiento, 30 de diciembre de 2015.
2016
•	El potencial extraordinario de la impresión 3D, 6 y 13 de enero de 2016.
•	Brasil, de “milagro” a estancamiento económico, social y político, 20 y 27 de enero de 2016.
•	Facebook: la nación más poblada del mundo, 3 de febrero de 2016.
•	Aprendizaje digital: una nueva alternativa, 10 y 17 de febrero de 2016.
•	De la primavera al invierno árabe, 24 de febrero y 2 de marzo de 2016. 
•	La confianza: un eslabón poco apreciado, 9 de marzo de 2016.
•	Cuando el futuro disruptivo y el presente caminan juntos, 16 y 23 de marzo de 2016.
•	De tal emoción tal inteligencia, 30 de marzo y 6 de abril de 2016.
•	Una puerta que se abra: la energía solar, 13 y 22 de abril de 2016.
•	El zoológico republicano, 20 y 27 de abril de 2016.
•	El zoológico republicano: si te das el golpe, ¿la culpa es del martillo?, 27 de abril de 2016. 
•	La borrosa línea entre la economía y la psicología, 4 de mayo de 2016.
•	Perspicacia, estar un paso adelante, 11 de mayo de 2016.
•	El niño, 18 y 25 de mayo de 2016. 
•	La crisis del oro negro, 1 de junio de 2016.
•	Brexit: ¿inicio o fin de la incertidumbre? 8 de junio de 2016.
•	México: entre luces y sombras, 15 y 22 de junio de 2016.
•	Revolución tecnológica: la realidad supera la ficción, 29 junio y 6 de julio de 2016.
•	Brexit: ¿ahora qué? 13 de julio de 2016.
•	Brexit: incertidumbre y oportunidad, 20 de julio de 2016. 
•	De la ocupación durante un siglo al estrellato en apenas 20 años, 27 de julio de 2016.
•	El milagro económico y tecnológico de Israel, 3 y 10 de agosto de 2016.
•	El PIB: ¿una medida del bienestar social?, 17 y 24 de agosto de 2016.
•	Una visión universal, 31 de agosto de 2016.
•	¿Es posible hacer proyecciones económicas a mediano y largo plazo?, 7 y 14 de septiembre de 2016.
•	Un manejo adecuado de las estrategias: parte fundamental del desarrollo económico social, 21 de septiembre, y 5 de octubre de 2016.
•	La obra fundamental de nuestro país, 5 de octubre de 2016.
•	Génesis de una seria crisis política en Norteamérica, 12 y 19 de octubre de 2016.
•	El arma más potente del mundo: las redes sociales, 26 de octubre y 9 de noviembre de 2016.
•	Faltando apenas siete días para las elecciones norteamericanas, 2 de noviembre de 2016.
•	Primeras elecciones norteamericanas sustentadas no en la política sino en poderosas fuerzas sociales, 16 de noviembre de 2016.
•	Radiografía de las consecuencias de decisiones sesgadas, 23 de noviembre de 2016.
•	Pensamiento crítico: un eslabón fundamental del desarrollo educativo, 30 noviembre y 7 de diciembre de 2016.
•	Mittlestand: el secreto del éxito de Alemania, 14 y 21 de diciembre de 2016.
•	El enorme desafío económico y social de Puerto Rico, 28 de diciembre de 2016.
2017
•	El enorme potencial de la energía solar, 4 y 11 de enero de 2017.
•	Acenso del populismo en algunas economías desarrolladas, 1 y 8 de febrero de 2017. 
•	El pensamiento creativo: motor de grandes cambios en la sociedad, 8 y 15 de marzo de 2017.
•	Las perspectivas del petróleo, 10 y 17 de mayo de 2017.
•	La magia de Singapur, 14 y 21 de junio de 2017.
•	El secreto del éxito en Alemania, 5 y 12 de julio de 2017.
•	La gran sorpresa de las economías de la eurozona, 9 y 16 de agosto de 2017.
•	NAFTA: un panorama incierto, 13, 20 y 27 de septiembre de 2017.
•	Canadá: una nación noble y progresista, 11 y 18 de octubre de 2017.
•	Educación permanente: un nuevo paradigma, 8 y 15 de noviembre de 2017.
•	La globalización: un fenómeno en transición, 6, 13 y 20 de diciembre de 2017.
2018
•	Europa hoy: cambios políticos y económicos, 3,10 y 17 de enero de 2018.